# Élections sénatoriales de 2019 en république démocratique du Congo
Des élections sénatoriales ont lieu en république démocratique du Congo le 14 mars 2019 afin de renouveler les 108 membres du Sénat, élus au scrutin indirect par les membres des assemblées provinciales.
Le scrutin fait suite aux élections présidentielle et législatives de décembre 2018. Le Front commun pour le Congo, bâti autour du Parti du peuple pour la reconstruction et la démocratie de l'ancien président Joseph Kabila, remporte l'écrasante majorité des sièges. L'Union pour la démocratie et le progrès social, parti du nouveau président Félix Tshisekedi n'obtient quant à elle qu'une poignée de sièges. Le scrutin est entaché de « soupçons de corruption » concernant l'achat des voix des députés provinciaux.

## Date du scrutin
Initialement prévues pour juin 2012 au terme du mandat de cinq ans des sénateurs élus en 2007, les élections sont repoussées à plusieurs reprises par la Commission électorale nationale indépendante (CENI) par « manque de financement ». Une première fois d'un an à juin 2013, puis à juin 2014 et à nouveau à début 2016, avant d'être fixées au 6 mars 2019,, puis au 14 mars.

## Mode de scrutin
Le Sénat comprend 108 membres élus, à raison de quatre sénateurs par province et huit sénateurs pour la ville de Kinshasa. Ils sont élus pour un mandat de cinq ans renouvelable par les députés provinciaux au scrutin proportionnel plurinominal avec listes ouvertes et une seule voix préférentielle. La répartition se fait selon la règle du plus fort reste. Chaque Sénateur est élu avec deux suppléants,. Les anciens présidents de la République sont de droit sénateurs à vie. Joseph Kabila devient le premier président de la troisième république à le devenir, son prédécesseur Laurent-Désiré Kabila ayant été assassiné au cours de ses fonctions.

## Résultats
|           |                                      |        |     |  |  |  |  |  |  |
| Coalition | Coalition                            | Sièges | +/- |  |  |  |  |  |  |
|           | Coalition Front commun pour le Congo | 98     | 42  |  |  |  |  |  |  |
|           | Coalition Lamuka                     | 7      | 12  |  |  |  |  |  |  |
|           | Coalition Cap pour le changement     | 3      | 3   |  |  |  |  |  |  |
|           | Sénateurs à vie                      | 1      | Nv  |  |  |  |  |  |  |
|           |                                      |        |     |  |  |  |  |  |  |
| Total     | Total                                | 109    | 1   |  |  |  |  |  |  |

## Conséquences
De nombreux cas de corruptions sont à déplorer, les députés provinciaux se faisant acheter leurs voix entre 20 000 et 50 000 dollars par les candidats sénateurs les plus offrants. De nombreux membres de l'administration Kabila, visée par les sanctions internationales, font en effet monter les enchères en cherchant à s'assurer une immunité par un siège à la chambre haute. Les résultats de l'UDPS provoque la colère de ses adhérents. Le parti ne réussissant pas à remporter de sièges dans des provinces pourtant acquises. Un mort est à déplorer dans ces manifestations.
La majorité écrasante remporté au Sénat comme à l'assemblée nationale par la coalition FCC de l'ex président Joseph Kabila lui donne désormais le pouvoir de faire réviser par voie parlementaire la Constitution du pays ou encore de mettre en accusation le chef de l'État en exercice, Félix Tshisekedi.
Le 18 mars, le président Tshisekedi suspend les nominations des sénateurs, reporte sine die l'élection des gouverneurs, et ordonne au procureur général d'enquêter sur les allégations d'achat de voix. La suspension est finalement levée le 29 mars, suscitant une polémique quant à la volte-face présidentielle. Le chef de l’État aurait subi des pressions de la part du Front commun, allant jusqu'à la menace d'une destitution par le parlement.

## Élections partielles
Les scrutins législatifs et provinciaux sont repoussés dans les circonscriptions jugées favorables à l'opposition des provinces du Nord-Kivu et du Mai Ndombe, pour un total de huit sièges de sénateurs. Ces derniers sont finalement pourvus le 18 mai 2019. Au Nord-Kivu, trois reviennent au FCC, et un à la coalition Lamuka, qui y possède pourtant la moitié des députés provinciaux et conteste immédiatement les résultats, sans succès,.
Au Mai Ndombe, les quatre sièges reviennent à des candidats du FCC, dont le gouverneur de Kinshasa Gentiny Ngobila,. L'élection de ce dernier suscite la polémique : auparavant gouverneur de la province du Mai Ndombe, Ngobila avait été mis en cause par un rapport de la Monusco pour sa responsabilité dans les tueries interethniques ayant fait près de 500 morts à Yumbi en décembre 2019,,. Les mandats des huit nouveaux sénateurs sont validés en sessions plénière le 12 juin 2019.